# Duttendorf
Duttendorf ist eine Ortschaft in der oberösterreichischen Gemeinde Hochburg-Ach mit 821 Einwohnern (1. Jänner 2024).
Der Ortsname dürfte vom Personennamen „Tuoto“ abgeleitet sein. Um 1313 „Dotendorf“,1508 „Tuetendorf“, 1514 „Tutendorf“. Im Jahr 1941 erwarb die Gemeinde Hochburg-Ach das Athalergut in Duttendorf. Nach dem Zweiten Weltkrieg stellte die Gemeinde auf dem Areal des Gutes zirka 200.000 m² günstige Baugründe zur Verfügung. Viele Flüchtlinge aus Jugoslawien, Donauschwaben aber auch Gemeindebürger nützten dieses günstige Angebot und konnten sich ein Eigenheim schaffen. Das Baugeschehen konzentrierte sich ab 1950 in der „Athalerasiedlung“. Eine Zersiedelung des ländlichen Raumes wurde dadurch weitgehend verhindert.
Die Arbeitsmöglichkeit im benachbarten Burghausen (Wacker Chemie, OMV …) hat auch Siedler aus der Umgebung angezogen. Es entstand ein Gemeindezentrum mit mehr als 200 Wohnungen. Im Siedlungsgebiet befindet sich das Gemeindeamt, die Polizei, das Postamt, 2 Ärzte, die Hauptschule, der Kindergarten, ein Bankinstitut, ein katholisches Pfarrheim, die evangelische Gnadenkapelle, sowie Geschäfte für die Nahversorgung und das Naturfreundehaus. In den Gebäuden des Gutes und auf den anschließenden Grundflächen wurde der Gemeindebauhof und das Altstoffzentrum untergebracht.
Für die sportliche Tätigkeit wurde ein Fußballplatz, ein Faustballplatz sowie ein Sportlerheim errichtet. Im Jahr 2007 wird das Gebäude für betreubares Wohnen mit 15 Wohneinheiten fertiggestellt.